# Baantjer: het begin
Baantjer: het begin is een Nederlandse prequel film en aansluitende televisieserie uit 2019 van Arne Toonen, gebaseerd op de werken van Appie Baantjer. De film staat ook bekend onder de titel Amsterdam Vice.
De film werd op 30 december 2019 uitgezonden op RTL 4 en trok die avond 689.000 kijkers. Verschillende kijkers klaagden over onverstaanbare dialogen. Op Videoland is de film bewerkt tot een dubbele aflevering, als afleveringen 1 en 2 van de serie. In deze versie ontbreken echter enkele scènes, waaronder de scène in de politiecel.

## Verhaal
De als beste afgestudeerde rechercheur Jurriaan de Cock wordt in 1980 op eigen verzoek gestationeerd in het politiestation aan de Amsterdamse Warmoesstraat. Samen met zijn aangewezen partner Tonnie Montijn stuit hij op een moordzaak die leidt naar de voorbereidingen voor een mogelijke aanslag tijdens de kroning van Beatrix. Tijdens de kroning wordt een bank op brute wijze leeggeroofd en in de nasleep van deze afrekening vallen er veel doden en is voor Jurre achteraf alles anders. Zijn partner Tonnie sterft in het harnas. Jurre drinkt als eerbetoon zijn eerste glas cognac bij Smalle Lowietje en laat een briefje van tien achter bij zijn vertrek.

## Rolverdeling
- Waldemar Torenstra als rechercheur Jurriaan de Cock
- Tygo Gernandt als rechercheur Tonnie Montijn
- Fedja van Huêt als Bob Donkers
- Jelka van Houten als wachtcommandant Selma
- Raven van Dorst als dr. Rusteloos
- Robert de Hoog als Siem Looder
- Peter Bolhuis als politiechef
- Horace Cohen als rechercheur Barry Baks
- Ruben van der Meer als rechercheur Kees van Kemenade
- Martijn Oversteegen als rechercheur Eddy van der Tol[1]
- Bas Keijzer als rechercheur Goessens[1]
- Lisa Smit als Pien Montijn
- Loes Luca als Louise Montijn (moeder van Tonnie)
- Tim Murck als Jesse Schippers
- Juda Goslinga als Lowietje
- Linda Lugtenburg als Maxine de Waard[1]
- Bart Rijnink als Ron
- Wesley van Gaalen als Joshua
- Ruud Smulders als Thierry Lejeune
- Joren Seldeslachts als Mertens[1]
- Maarten Nulens als Daniel
- Mick Johan als Johan[1]
- Pien Ankerman als Nellie[1]
- Ruben van Eijl als Marcel Pittoors
- Mads Wittermans als Mees Winia
- Tom Vermeir als Seppe Brunae
- Hélène de Vos als Kitty
- Lindsay Zwaan als Tessie
- Wing Poon als chef-kok[1]
- John Meerzorg als opslagmedewerker[1]
- Genio de Groot als Ed de Vries[1]
- Joop Kasteel als Barrie Kade
- Dennis Grotenhuis als kraker[1]
- Yari van der Linden als kraker Hans[1]
- Lianne Hulshof als raamprostituee[1]
- Jim de Koning als taxichauffeur[1]
- Marco Eradus als gewonde ME'er[1]
- Dennis Schuring als scherpschutter[1]
- Sharifa Smith als bankmedewerker[1]
- Koen van Vlijmen als bankdirecteur[1]
- Carina van der Spek als mevrouw Van Dijk[1]
- Eddy Bosland als antenneplaatser[1]
- Denzel Goudmijn als fietsjunk[1]
- Bram Louts als Freek/Virginia[1]
- Guido den Broeder als rechercheur[1]
- Mathew Woermeijer als kraker[1]
- Mark Baars als politieagent[1]
- Papi Mikey Dinero als pooier Carlos[1]
- Roland Gotjé als politieagent (bewaker in ziekenhuis)[1]
- Vincent Hoozemans als jeugdige kraker[1]
- Niels Nijsmans als hooligan[1]
- Jorn Pronk als politieagent in de cellen[1]
- Peter Rene als bankmedewerker[1]
- Jeroen van Spanje als junk[1]

## Opnamelocaties
De opnamelocaties voor de film zijn in Amsterdam, Leiden, Deventer (onder andere in de Hofstraat, Nieuwe Markt en voormalige Sallandsche Bank), Schiedam en in De Pastorie te Diemen.

## Ontvangst
De film ging op 18 april 2019 in première in de Nederlandse en Vlaamse bioscopen. Binnen een tijd van twee weken wist de film meer dan 100.000 bezoekers naar de bioscoop te trekken, hierdoor werd hij onderscheiden met een Gouden Film.

### Prijzen en nominaties
Een selectie:
| Jaar | Evenement                               | Categorie                | Genomineerde     | Resultaat   |
| ---- | --------------------------------------- | ------------------------ | ---------------- | ----------- |
| 2019 | Nederlands Film Festival (39ste editie) | Beste Mannelijke Bijrol  | Robert de Hoog   | Genomineerd |
| 2019 | Nederlands Film Festival (39ste editie) | Beste Mannelijke Bijrol  | Fedja van Huêt   | Genomineerd |
| 2019 | Nederlands Film Festival (39ste editie) | Beste Vrouwelijke Bijrol | Jelka van Houten | Genomineerd |
| 2019 | Nederlands Film Festival (39ste editie) | Beste Vrouwelijke Bijrol | Lisa Smit        | Genomineerd |
| 2019 | Nederlands Film Festival (39ste editie) | Beste Production Design  | Kurt Loyens      | Gewonnen    |
| 2019 | Nederlands Film Festival (39ste editie) | Beste muziek             | Joris Oonk       | Genomineerd |

## Baantjer het Begin: de Serie
Op 30 december 2019 ging de serie in première op Videoland.                                                 
Hierin had Waldemar Torenstra opnieuw de hoofdrol als De Cock, Yannick Jozefzoon vertolkt de rol van Andy Ruiter rechterhand van De Cock.             
De serie ging verder waar de film geëindigd was. 
| Afl. | Nr.  | Regisseur   | Scenario                                                                     | Duur: |
| --- | ---- | ----------- | ---------------------------------------------------------------------------- | ----- |
| 1 | 1.01 | Arne Toonen | Peter Römer, Thijs Römer & Carl Joos                                         | 52.34 |
| De Urker Jurriaan de Cock meldt zich voor zijn eerste werkdag bij Bureau Warmoesstraat en wordt op pad gestuurd met de joviale Amsterdammer Tonnie Montijn, die hem meteen lessen leert over hoe hij zich staande moet houden in het ruige Amsterdam van 1980. Diezelfde nacht vissen ze een lijk uit de gracht, terwijl Bureau Warmoesstraat zich opmaakt voor de kroning van Beatrix der Nederlanden, aangezien in de aanloop daarnaartoe de kraakbeweging regelmatig de confrontatie met de politie opzoekt en rellen aankondigt op de dag zelf. De Cock en Montijn ontdekken dat er nog iets veel ergers in de lucht hangt... *Het eerste deel van de film     |      |             |                                                                              |       |
| 2 | 1.02 | Arne Toonen | Peter Römer, Thijs Römer & Carl Joos                                         | 42.27 |
| Het spoor brengt De Cock en Montijn naar Antwerpen, de dode man in de grachten blijkt aangetrouwde familie te zijn van een Antwerpse drugshandelaar, die banden heeft met een oude vriend van Montijn uit Amsterdam. Ondertussen wordt De Cock wakker in Fort Keijser, waar hem een onaangename verrassing wacht. De kroning komt eraan en iedereen staat op scherp, maar op de dag zelf ontdekt De Cock dat ervoor hem een nog grote nachtmerrie te wachten staat... *Het tweede deel van de film |      |             |                                                                              |       |
| 3 | 1.03 | Arne Toonen | Thijs Römer, Willem Bosch & Reint Schölvinck                                 | 42.54 |
| Terwijl Bureau Warmoesstraat afscheid neemt van Tonnie, die door De Cock is doodgeschoten, wordt erin Amsterdam op klaarlichte dag een geldwagen overvallen, waarbij de bijrijder van het transport op de overvallers schiet. Wat niemand weet is dat Siem Looder, de oude rechterhand van Bob Donkers, een andere weg is ingeslagen. De Cock onderzoekt met zijn nieuwe collega Andy Ruiter de dood van een oude, omstreden collega. Ondertussen krijgt De Cock de erfenis van Tonnie gepresenteerd... |      |             |                                                                              |       |
| 4 | 1.04 | Arne Toonen | Thijs Römer, Willem Bosch, Reint Schölvinck, Judith Goudsmit & Wolter Muller | 41.22 |
| De Cock ontmoet Edith Lacroix, een gediende van een Belgische veiligheidsdienst, en ze vertelt hem over Operatie Gladio. Vele wapens die bedoelt waren om verzet te bieden als de Sovjet-Unie landen in Europa zouden binnenvallen zijn in handen gevallen van de Vlaamse en Amsterdamse onderwereld, die daarmee een bloedbad aanrichten, dat alleen maar erger dreigt te worden. Een oudere dame doet aangifte van de vermissing van haar kleindochter, die werkt bij Club Belinda op de Walle. De Cock staat op het punt zijn ontslag in te dienen, totdat hij samen met Andy een bloedbad aantreft in Club Belinda...                                          |      |             |                                                                              |       |
| 5 | 1.05 | Lourens Bok | Thijs Römer, Willem Bosch, Reint Schölvinck & Judith Goudsmit                | 39.00 |
| Terwijl de Cock en Andy Hassan, de zoon van de in de Club Belinda vermoordde drugsbaron, vinden, wordt kroegbaas Willem Kroos die Hassan onderdak heeft geboden in opdracht van Lacroix van straat geplukt en doormiddel van foltering uitgehoord. Wat niemand weet is dat zijn tegenstanders De Cock stappen ver vooruit blijken te zijn... |      |             |                                                                              |       |
| 6 | 1.06 | Lourens Bok | Thijs Römer, Willem Bosch & Reint Schölvinck                                 | 38.39 |
| Terwijl De Cock en Andy onderzoeken wie Hassan heeft verraden aan Wormgoor en Looder, duikt Theo, de autistische zoon van Willem Kroos op op het bureau. Hij denkt dat De Cock achter de mishandeling van zijn vader zit en eist hem te spreken. Het wordt al snel duidelijk dat Theo woest is en over een vuurwapen beschikt, waardoor De Cock uit zijn buurt wordt gehouden. Het bezoek ontaardt in een gijzeling en om die te beëindigen wordt er naar stevige middelen gegrepen... |      |             |                                                                              |       |
| 7 | 1.07 | Lourens Bok | Thijs Römer, Willem Bosch & Reint Schölvinck                                 | 36.17 |
| De Cock moet zich verantwoorden over het feit dat Theo denkt dat hij opdracht heeft gegeven zijn vader in elkaar te slaan om hem uit te horen, wat een diepe wond slaat in de samenwerking tussen hem en Andy. Looder meldt zich op het bureau, tussen de wapens uit een depot van Gladio is Mosterdgas opgedoken en hij wil voorkomen dat het bij een aanslag ingezet wordt. Eenmaal aangekomen bij zijn opslag, blijkt Wormgoor ermee vandoor te zijn gegaan om het in België te verkopen. Hij duikt op bij een groep neonazi's die interesse hebben. De Cock en Andy reizen af naar België en moeten Wormgoor en de neonazi's op heterdaad zien te betrappen... |      |             |                                                                              |       |
| 8 | 1.08 | Lourens Bok | Thijs Römer, Willem Bosch & Reint Schölvinck                                 | 37.   |
| Nu er in België arrestaties zijn verricht moet Johnny van het mosterdgas af zien te komen en vraagt in Amsterdam om raad. Als de Cock en Andy hem weten te vinden blijkt iemand anders hen al voor te zijn geweest en blijkt het mosterdgas een tikkende tijdbom in hartje Amsterdam te zijn. De Cock en Andy ontdekken langzamerhand dat de golf van geweld die de hoofdstad teistert onderdeel is van een groter plan, |      |             |                                                                              |       |